# Australiens herrlandslag i handboll
Australiens herrlandslag i handboll representerar Australien i handboll på herrsidan. Landslaget är det enda i Oceanien som nått VM-slutspel.
Åren före OS i Sydney 2000 tog Australien hjälp av Sveriges dåvarande förbundskapten Bengt Johansson. Sverige och Australien möttes i VM 1999, svensk seger med 49-17. Laget har utvecklats i takt med att flera av deras spelare sökt sig utomlands och på så sätt fått mer och bättre träning.

## Meriter
- VM-slutspel: 1999, 2003, 2005, 2007, 2009, 2011, 2013
- Olympiska spelen: 2000